# Ciencias naturales
Ciencias naturales és una pel·lícula dramàtica argentina de 2014 escrita, dirigida i produïda per Matías Lucchesi. La pel·lícula és protagonitzada per Paula Hertzog i Paola Barrientos. La pel·lícula va fer la seva aparició en cartellera el 3 de setembre de 2015.

## Sinopsi
Lila, una nena de 12 anys, sent la profunda necessitat de conèixer la seva veritable identitat. No sap qui és el seu pare i està disposada a qualsevol cosa per trobar-lo. Lila passa els seus dies en una escola rural allunyada de tot. L'hostilitat de l'hivern, els seus pocs recursos i la llunyania fan que aquest desig es torni inassolible. Una matinada Lila decideix escapar de l'escola i de la seva mare amb una petita xapeta com a única pista. La seva mestra la descobreix però decideix ajudar-la. Juntes emprenen un viatge que canviarà les seves vides.

## Premis i nominacions

### Participació en festivals de cinema
La pel·lícula va participar en una àmplia gamma de festivals al voltant del món entre els quals es troben el Festival de Berlín, Festival de Miami, Festival de Seattle, Festival de Los Angeles, Festival de São Paulo, Festival de Palm Springs, el BAFICI, entre una altra desena de festivals.

### Premis Sur
La desena edició dels Premis Sur es va dur a terme el 24 de novembre de 2015.
| Any  | Categoria          | Nominat         | Resultat  |
| ---- | ------------------ | --------------- | --------- |
| 2015 | Millor opera prima | Matías Lucchesi | Guanyador |

### Premis Cóndor de Plata
La 64a edició dels Premis Còndor de Plata es durà a terme a l'octubre de 2016
| Any  | Categoria                 | Nominat                        | Resultat  |
| ---- | ------------------------- | ------------------------------ | --------- |
| 2016 | Millor ópera prima        | Matías Lucchesi                | Guanyador |
| 2016 | Millor revelació femenina | Paola Barrientos               | Guanyador |
| 2016 | Millor revelació femenina | Paula Hertzog                  | Nominada  |
| 2016 | Millor guió original      | Matías Lucchesi Gonzalo Salaya | Nominat   |

### Premis Platino
| Any  | Categoria                    | Resultat |
| ---- | ---------------------------- | -------- |
| 2015 | Millor opera Prima de Ficció | Nominat  |